# Malatia-Sebastia
Malatia-Sebastia (orm. Մալաթիա-Սեբաստիա) – jedna z dwunastu dzielnic Erywania – stolicy Armenii. Według danych na rok 2022 dzielnicę zamieszkiwało 141 700 osób, a gęstość zaludnienia wyniosła 5631 os./km2.

## Galeria

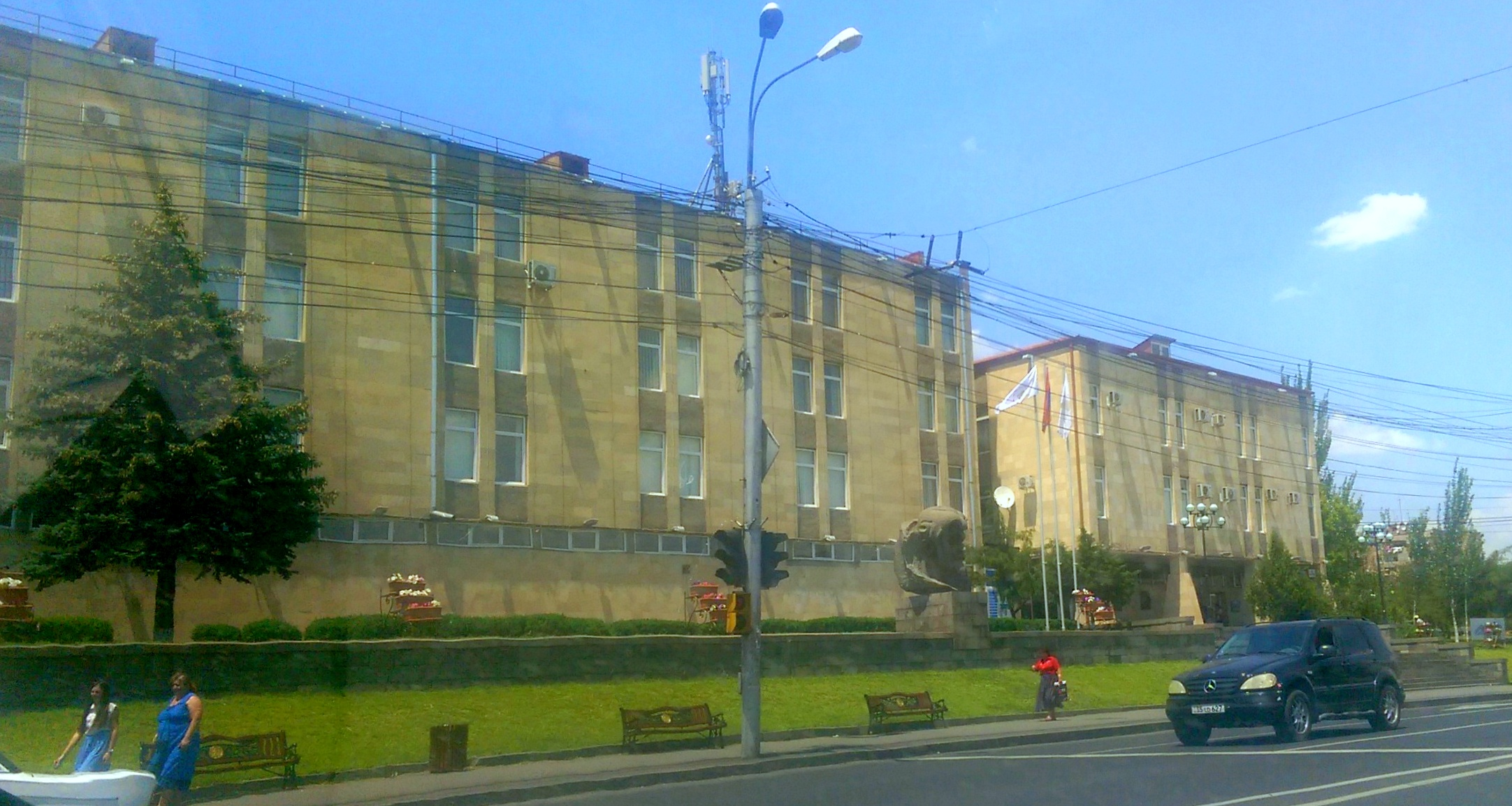
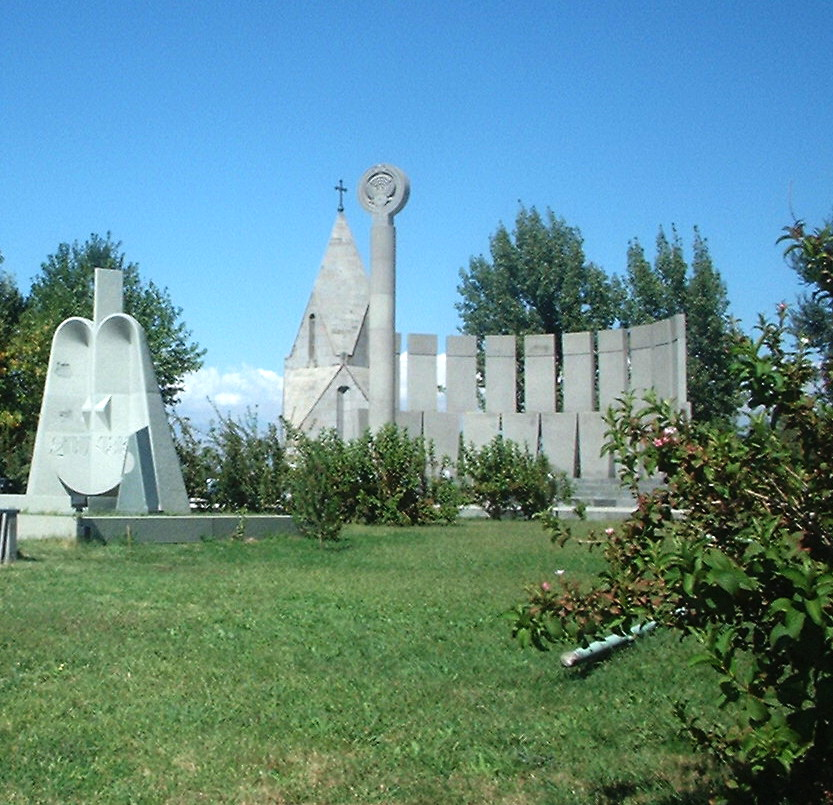
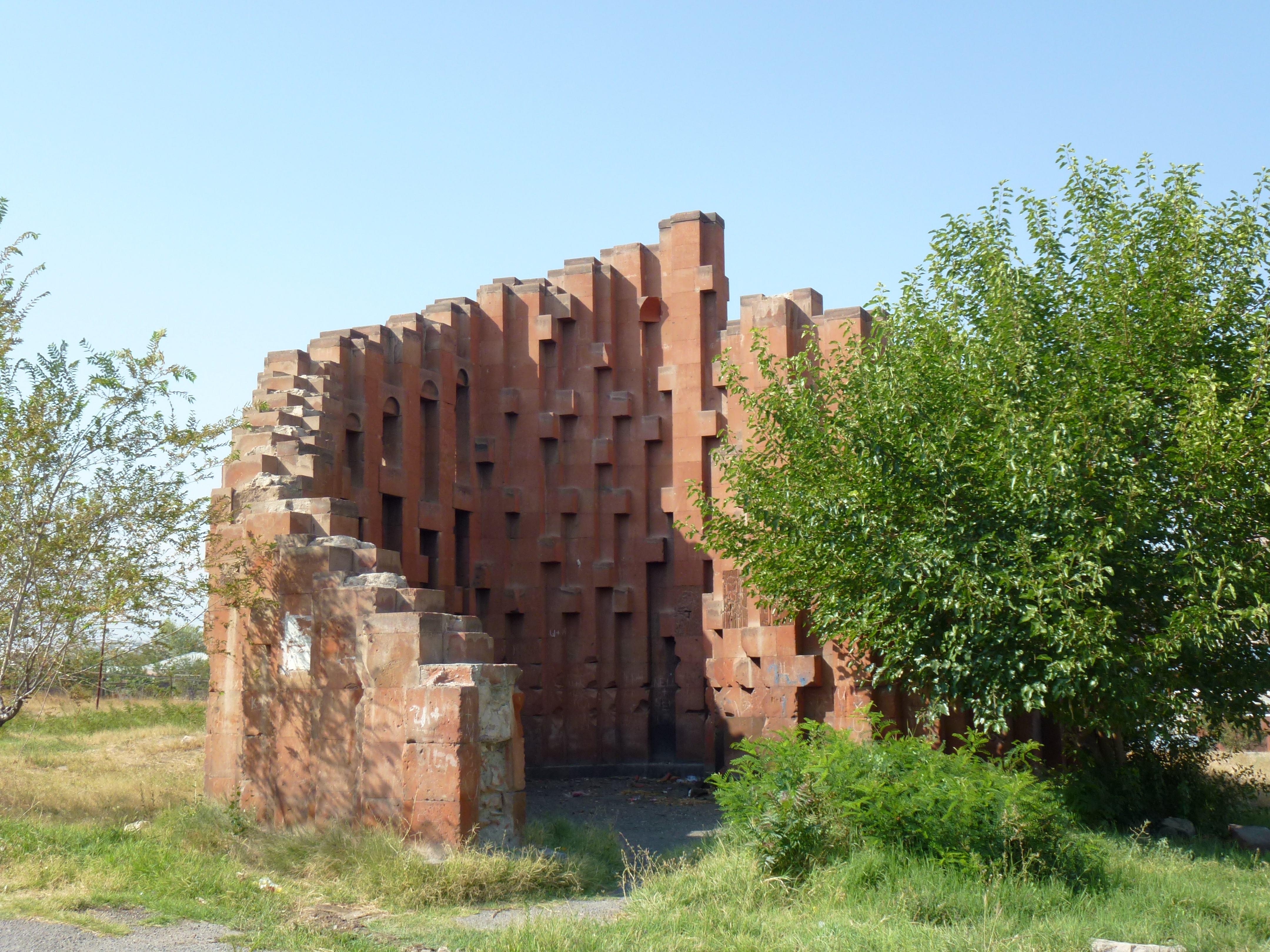
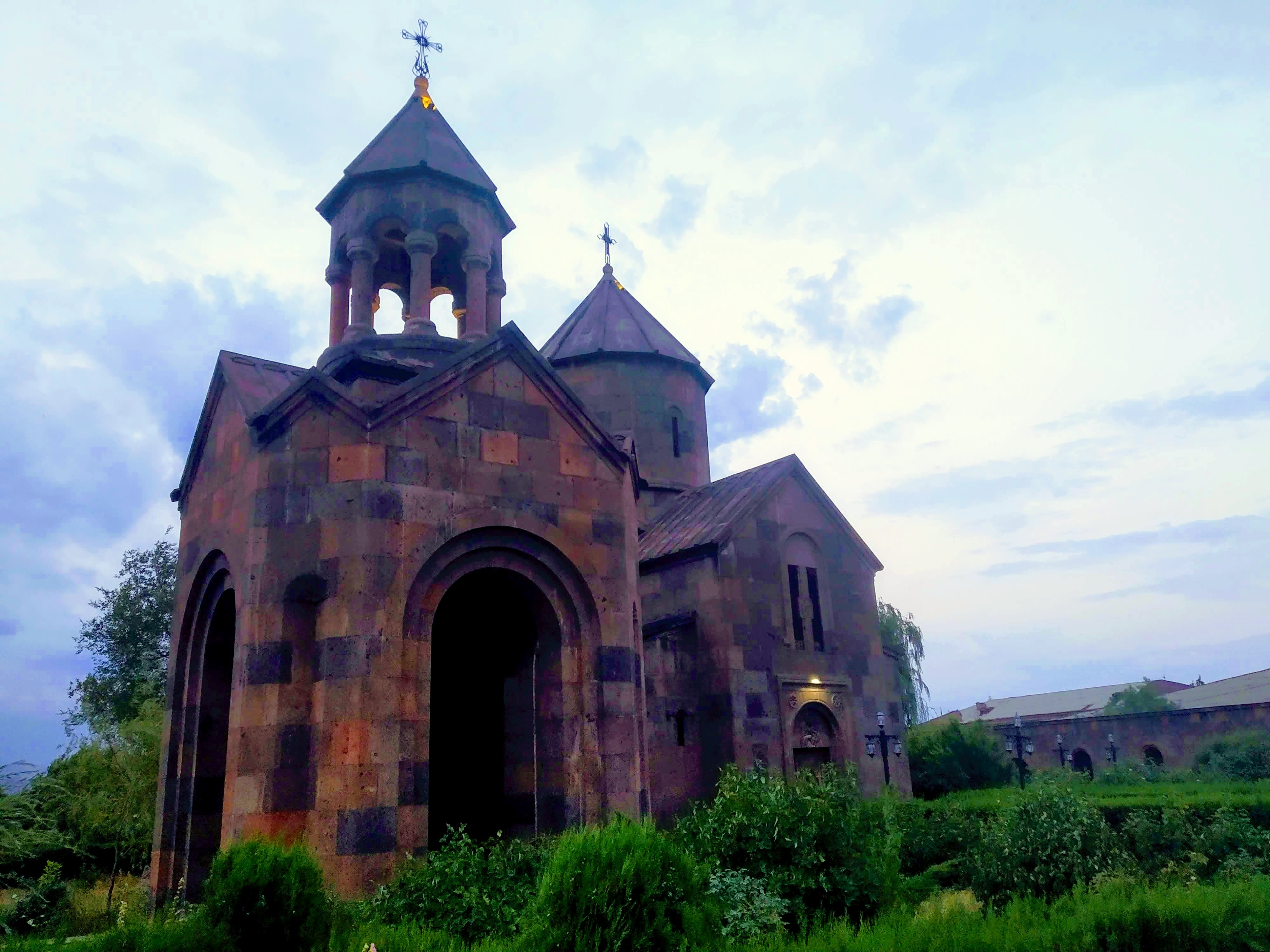